# Sanine Nalbandova
Sanine (sau Sanie) Nalbandova (n. 1 noiembrie 1918, Kapsihor, Sudak Urban Okrug⁠(d), Republica Crimeea, Rusia – d. 10 iunie 2014) a fost o actriță tătară crimeeană. A jucat la Teatrul de Muzică și Dramaturgie Tătar Crimeean⁠(d) din anii 1930 până în 1941.

## Biografie

### Tinerețe
Sanine s-a născut în familia lui Safie și Memet Nalbandov, fiind al doilea copil dintr-un total de șase. Sora sa, Sakine Nalbandova (1915-?), a devenit o interpretă de cântece populare tătare crimeene. Alungați de foametea din Crimeea din 1921, Memet și familia lui s-au mutat la Istanbul, unde acesta a lucrat o perioadă, după care s-au întors. La mijlocul anilor 1920 în regiune se desfășura colectivizarea forțată; în timpul acesteia bunicul lui Sanine – tatăl lui Memet – a fost deportat în Siberia și a pierit acolo.
După ce a frecventat școala sătească, Sanine a plecat la Kerci, unde a lucrat la o fabrică și a studiat la o școală aferentă. La sugestia surorii mai mari și a soțului acesteia, Reșat Refatov (om de radio și frate al compozitorului Asan Refatov⁠(d)), ea a început să se pregătească de înscrierea la o școală (tehnicum) teatral-muzicală. La admitere, a fost evaluată de compozitorul Yaya Şerfedinov⁠(d). I-a avut printre discipoli pe scriitorul Abdulla Dermenci⁠(d) (limba tătară crimeeană), dansatorul Üsein Baqqal⁠(d) (dans), compozitorul Asan Refatov⁠(d) (muzică).

### Carieră artistică
După absolvirea școlii teatral-muzicale, ea a fost angajată la Teatrul de Muzică și Dramaturgie Tătar Crimeean⁠(d), unde i-a avut drept colegi pe Sara Baikina⁠(d), Server Cetere⁠(d), Maghinur Ișniazova-Mustafaeva⁠(d), Bilâl Parikov ș.a. Primul rol al noii actrițe a fost Leila în piesa „Nastratin Hogea”.

### Viață personală
Sanine a făcut cunoștință cu Üsein Asanov după un spectacol și s-a căsătorit cu acesta la 5 aprilie 1938. În aceeași perioadă au început persecuții în masă a tătarilor crimeeni, inclusiv rude ale lui Sanine: de exemplu, cumnatul ei, compozitorul Asan Refatov, a fost executat prin împușcare după un proces sumar. În 1939, Üsein, de profesie medic militar, a fost dislocat în Extremul Orient, lăsându-și soția gravidă în Crimeea. Ea a născut-o la 31 decembrie 1939 pe Zarema. A revenit la actorie la scurt timp după naștere, dar în 1941 a plecat la soțul său în Orientul Extrem și nu s-a mai întors pe scenă. În timpul celui de-al Doilea Război Mondial a însușit profesia de asistentă medicală și uneori organiza spectacole în spitale. În 1945, Sanine a născut un băiat, Ruslan.
Printre descendenții săi se numără actorul Ahtem Seitablaiev.